# Kroonglas (vlakglas)

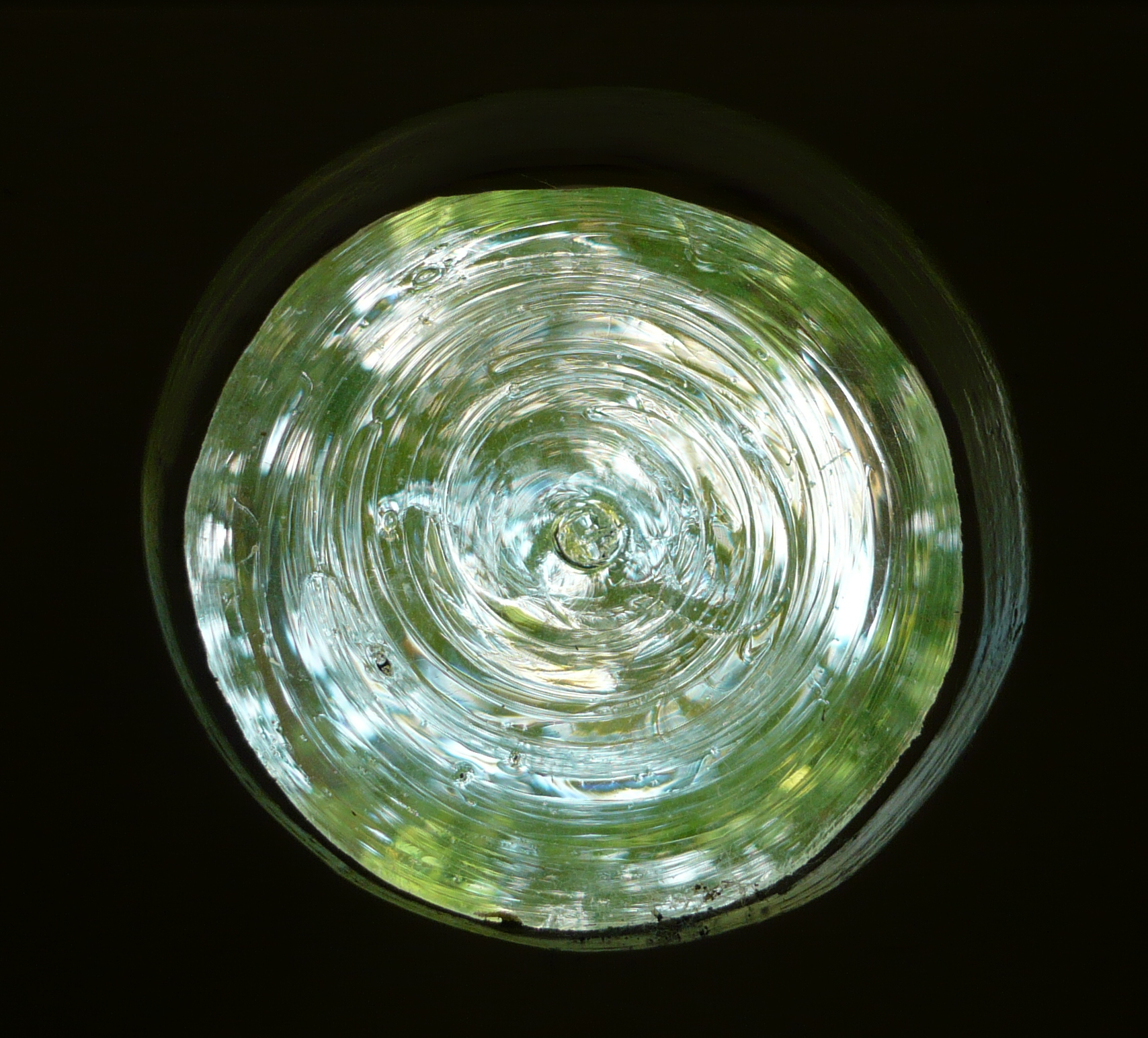
Kroonglas met een doorsnede van circa 20 centimeter.

Kroonglas is een bepaald soort vlakglas dat tot in de 19e eeuw werd vervaardigd voor vensters.
De literatuur spreekt verschillend over het ontstaan en de productiemethode van kroonglas. Uiteindelijk werd gesmolten glas door middel van middelpuntvliedende kracht vervormd tot een vrij platte schijf glas. Tot in de 19e eeuw werd kroonglas op grote(re) schaal vervaardigd voor vensterruitjes, vandaag de dag wordt het niet tot nauwelijks meer geproduceerd. Soms wordt kroonglas ook wel maanglas genoemd.